# Grabowiec-Góra (kolonia)
Grabowiec-Góra – kolonia w Polsce, położona w województwie lubelskim, w powiecie zamojskim, w gminie Grabowiec.
W latach 1975–1998 miejscowość administracyjnie należała do województwa zamojskiego.